# St Mary's Island
St Mary’s Island, voorheen bekend als Bates Island, is een Engels eilandje en natuurreservaat vóór de kust van Whitley Bay in het graafschap Tyne and Wear, vooral bekend om zijn vuurtoren die van 1898 tot 1984 in bedrijf was. Het eilandje is enkel bij laagwater bereikbaar via een dijk vanaf het kaapje Curry’s Point. Het eiland bestaat uit zandsteen en heeft geen vaste bewoners meer.
In de middeleeuwen huisvestte het eiland een kapel voor Sint Helena, die later verkeerdelijk aan Sint Maria werd toegeschreven; alle restanten van de kapel en de bijbehorende begraafplaats werden echter verwijderd toen de vuurtoren werd gebouwd. In de 19de eeuw bevond zich tevens een herberg op het eiland, maar de exploitant en zijn gezin werden door de landeigenaar verdreven na klachten over storende cafégasten.
Thans huisvest het eiland een bezoekerscentrum en museum dat het hele jaar door toegankelijk is; men kan eveneens de vuurtoren beklimmen. Aangezien het eiland uitsluitend bij laagwater met het vasteland verbonden is, wordt de bezoekers steeds aangemaand de getijdentabellen in het oog te houden; zo niet kan men immers meerdere uren vastzitten. De vuurtoren en voormalige woning van de vuurtorenwachter worden onderhouden door de districtsraad van North Tyneside. Men kan St Mary’s Island vanuit Newcastle upon Tyne bereiken door de metro naar Whitley Bay te nemen en het strand circa 2 kilometer noordwaarts te volgen.

## Externe link

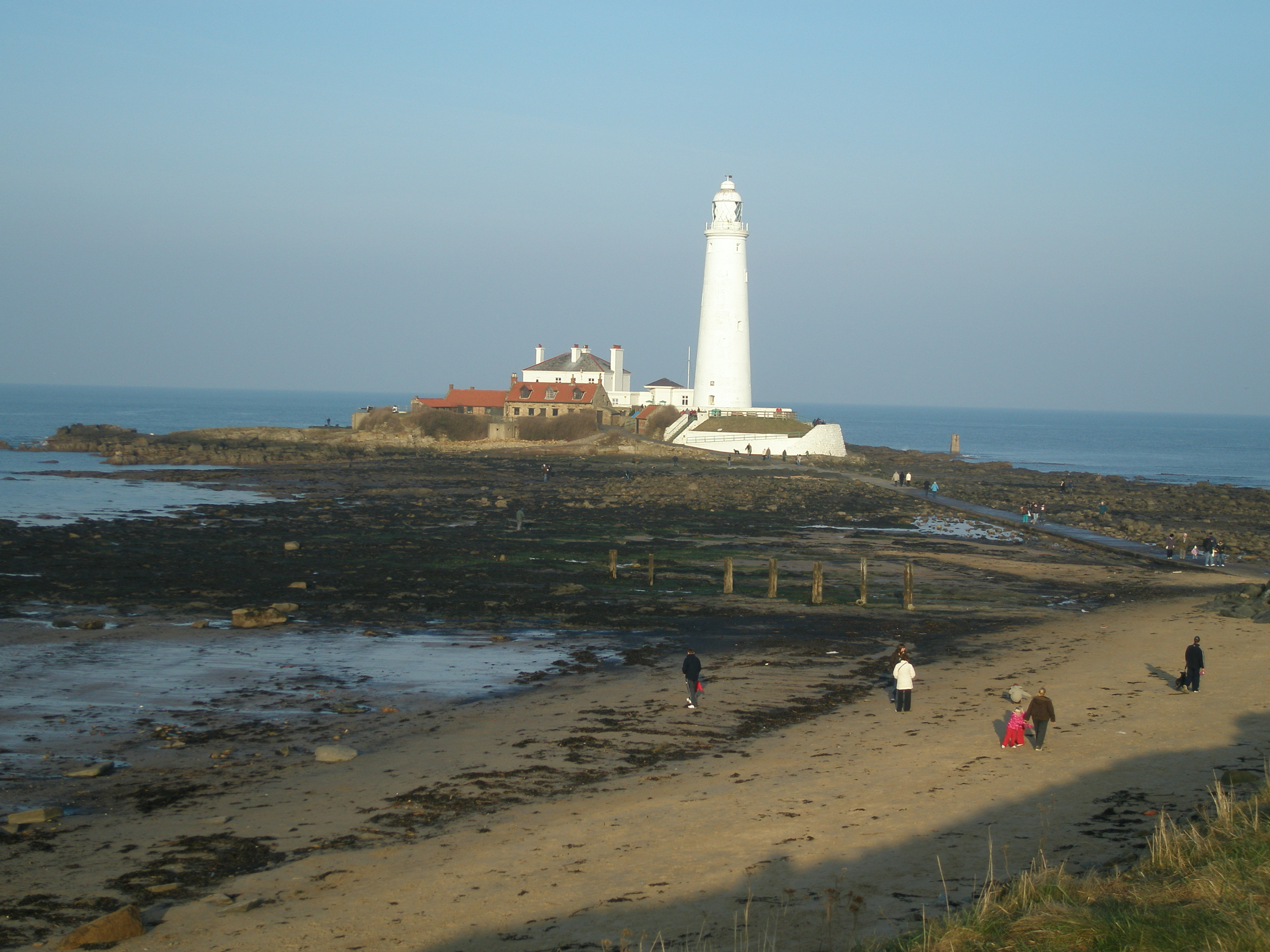
St Mary’s Island in 2008